# Нойштадт (Вид)
Нойштадт (нем. Neustadt) — община в Германии, в земле Рейнланд-Пфальц.
Входит в состав района Нойвид. Подчиняется управлению Асбах. Население составляет 6336 человек (на 31 декабря 2010 года). Занимает площадь 35,83 км².
Коммуна подразделяется на 56 сельских округов.